# Курсинский, Александр Антонович
Алекса́ндр Анто́нович Курси́нский (10 [22] мая 1873, Киев — 1919, там же (?)) — русский поэт, представитель второго поколения символистов, переводчик, журналист и литературный критик.

## Биография
Поляк по происхождению, родился в небогатой мещанской семье. С 1883 года жил в Москве. Окончил 3-ю Московскую гимназию (1891) и историко-филологический факультет Московского университета (1896). Полиглот — владел английским, французским, немецким, итальянским, болгарским, польским и другими языками.

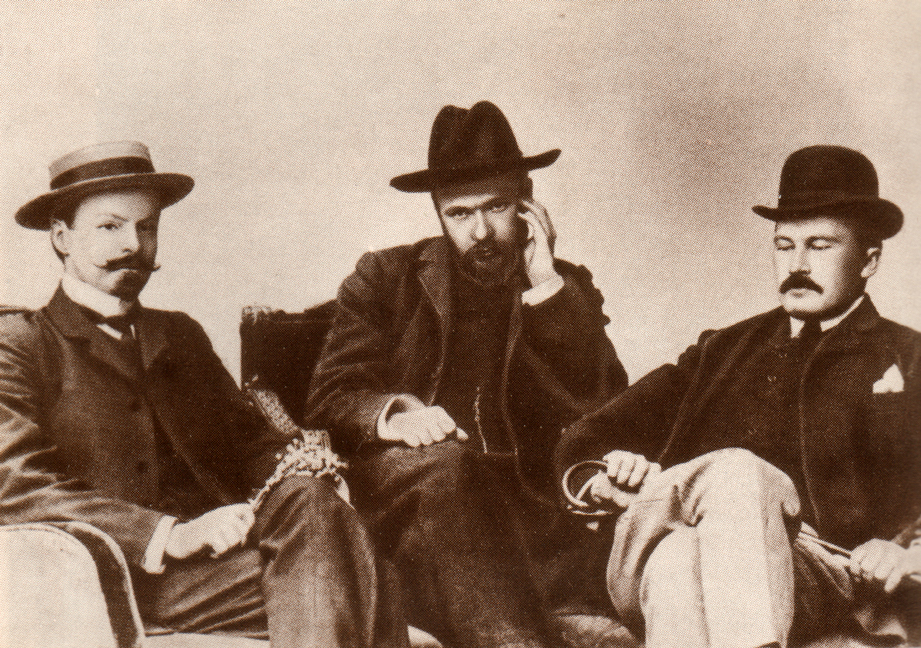
Редакция издательства «Гриф»: К. А. Бальмонт, А. А. Курсинский, М. А. Дурнов.

Одна из наиболее заметных фигур русского символизма своего времени. С 1894 года — близкий друг Бальмонта и Брюсова. С весны 1894 года вместе с ними — постоянный участник и член-учредитель «Кружка любителей западноевропейской литературы». Вёл и хранил протоколы заседаний кружка.
Летом 1895 и 1896 годов жил в Ясной Поляне, работал репетитором сына Льва Толстого — Михаила. С 1896 по 1911 (с перерывами) служил в армии. Начал рядовым, закончил службу штабс-капитаном. Преподавал в гимназиях Серпухова и Москвы русскую словесность. Работал в журнале «Золотое руно», пробовал издавать и собственную газету.
С начала Первой мировой войны на фронте, служил в военно-цензурном отделе, затем помощником и редактором газеты «Армейский пост». Участвовал в боях, имел награды. В 1919 году вернулся в Киев, где, по всей видимости, и умер.

## Творчество
Перевёл на русский язык произведения Оскара Уайльда, Томаса Мура, Шелли, Эдгара По, Генри Лонгфелло, Шарля Бодлера и др.
Критические статьи Курсинского появлялись в печатных органах самых различных направлений — в журналах «Весы», «Золотое руно», «Русский артист», в газетах «Курьер», «Утро России», «Русское слово».
Курсинский — автор сборников «Полутени» (1895), «Стихи» (1901, на обложке 1902), «Сквозь призму души» (1906, включает стихотворения, прозу и переводы), романа «Хмурое небо», сценариев для кинематографа.